# Euaresta aequalis
Euaresta aequalis är en tvåvingeart som först beskrevs av Friedrich Hermann Loew 1862.  Euaresta aequalis ingår i släktet Euaresta och familjen borrflugor. Inga underarter finns listade i Catalogue of Life.

## Bildgalleri

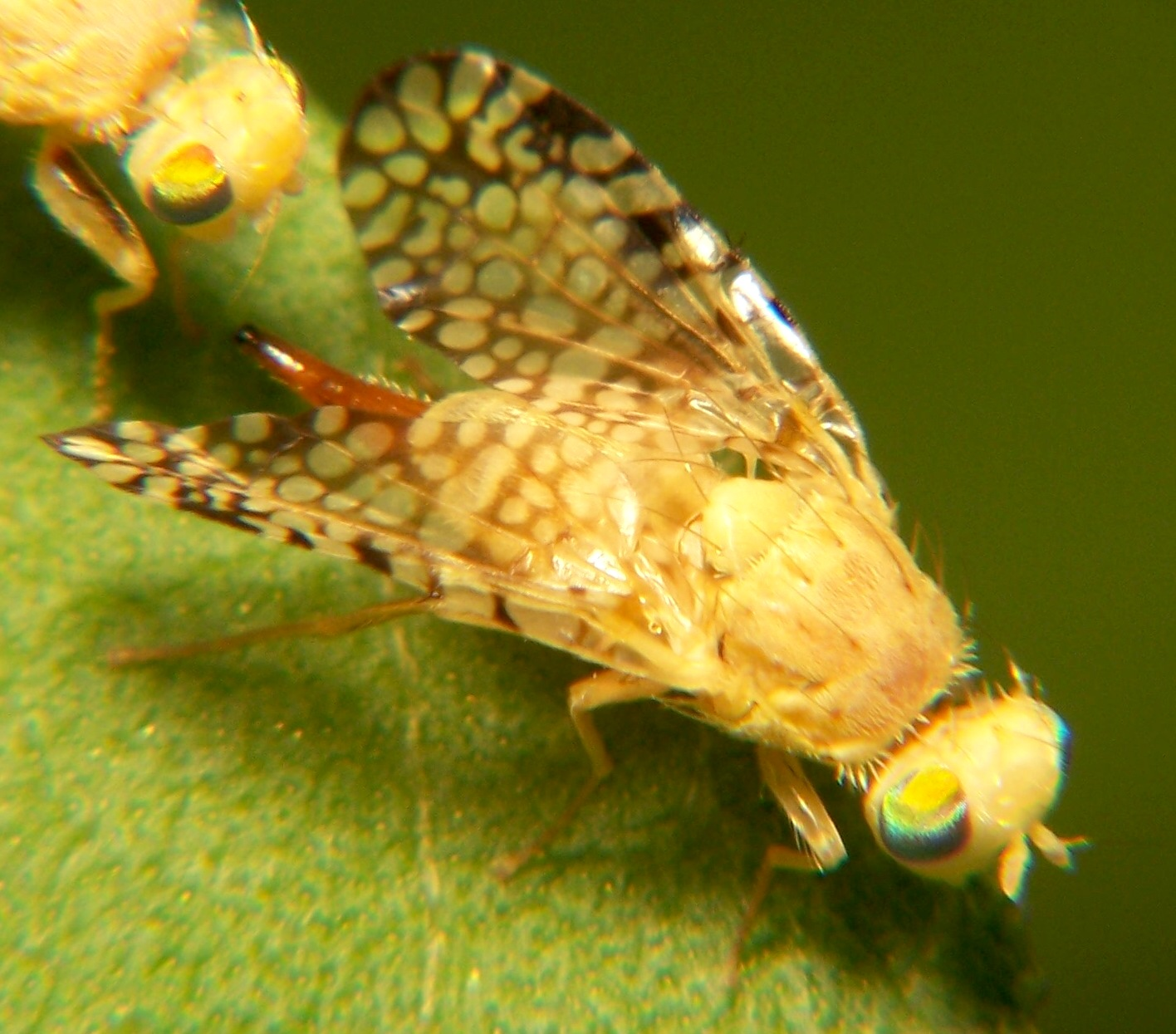
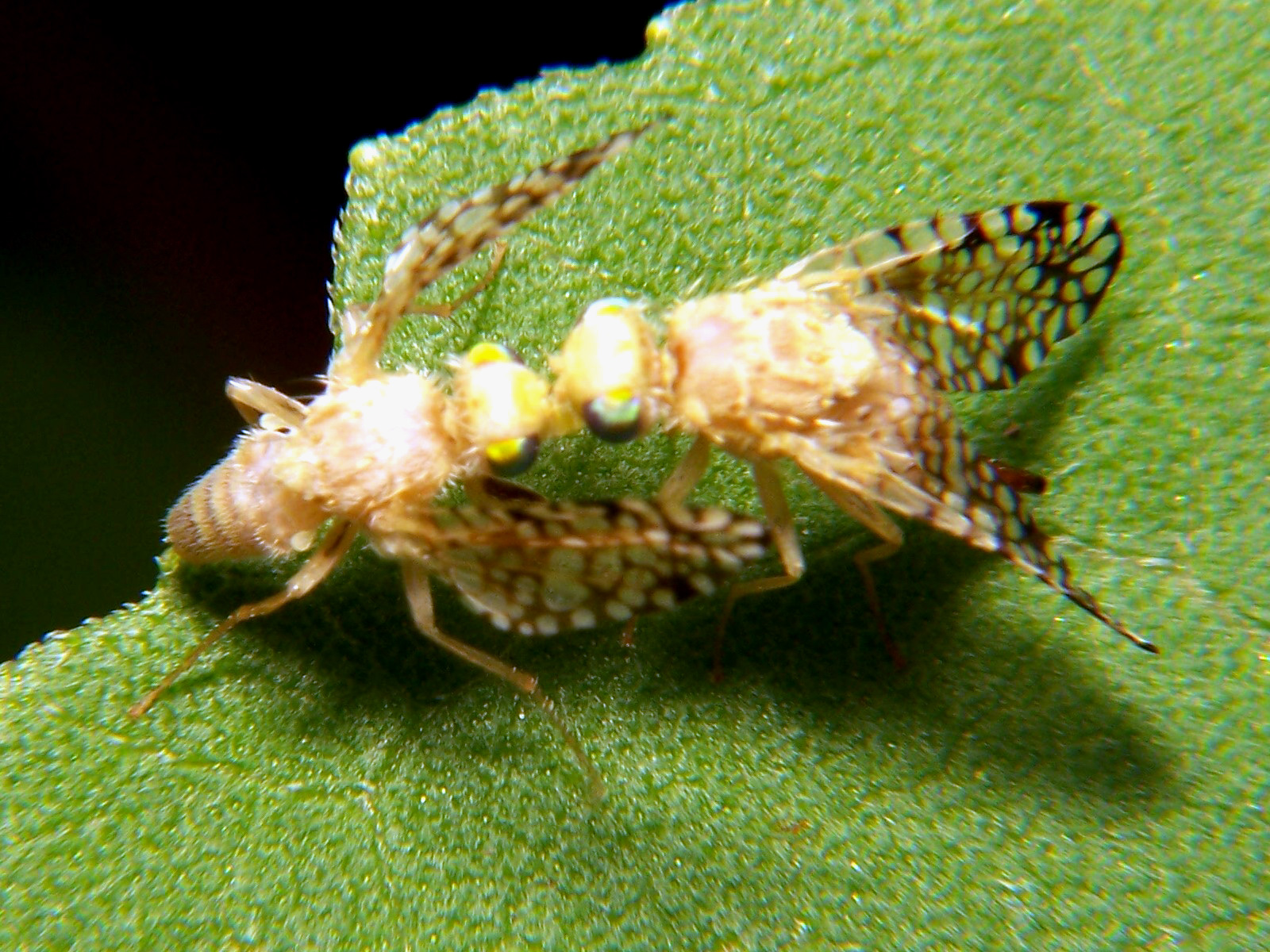